# خيسوس إيفاريستو كاسارييغو فيرنانديز نورييغا
خيسوس إيفاريستو دياز كاسارييغو إي فرنانديز نورييغا (7 نوفمبر 1913 - 16 سبتمبر 1990) كان كاتبًا وناشرًا إسبانيًا، وقد اشتهر بشكل خاص خلال الفترة المبكرة والمتوسطة للفرانكوية. ومن بين نحو 60 كتابًا وكتيبًا كتبها أكثرها كانت أعمالًا شعبية وشبه علمية في التأريخ على الرغم من أنه كان معروفًا بشكل رئيسي كروائي، خاصةً كمؤلف كتاب كون لا فيدا هيسيرون فويغو (مع الحياة أشعلوا النار) (1953). في أوائل الأربعينيات من القرن العشرين أدار صحيفة إيل الكازار اليومية الفرانكوية المتشددة، ومع ذلك فقد كان كارليًا نشطًا في شبابه وحين كبر في السن. ويعتبر اليوم مؤلفًا للأدب من الدرجة الثانية، ويُعرف أحيانًا كخبير في ثقافة وتاريخ أشتورية (أستورياس).

## عائلته وشبابه
أشهر أسلاف كاسارييغو كان أدميرال خدم في أواخر القرن السادس عشر حاكمًا لفلوريدا. وقد تشعبت العائلة بشكل كبير خلال القرون التالية، ومع ذلك لم يرتقِ أي من أفرادها إلى مرتبة رفيعة كتلك؛ وكان أحد أذرع عائلة كاسارييغو مرتبطًا بغرب أستورياس. أما جد خيسوس إيفاريستو من جهة والده، إيفاريستو دياز كاسارييغو إي لوبيز أسيفيدو (1849-1930)، فقد خدم في البحرية. كما شغل مناصب مختلفة في إسبانيا وخارجها وقاتل في الحرب الإسبانية الأمريكية. وعلى الرغم من أنه ليس كاتبًا بالضبط، فقد طور بعض البراعة في كتابة الخطابات ونشر عددًا من الكتيبات المتعلقة بالبحرية. وتزوج كارمن دي بازوس واي رودريغيز فاريلا؛ وأنجب الزوجان طفلًا واحدًا فقط خيسوس دياز كاسارييغو بازوس، المولود في أفيليس. واختار مهنة مدنية كطبيب أسنان، أولًا في لواركا ثم في خيخون. وفي عام 1913 تزوج برامونا فرنانديز نورييغا من تاينيو، ابنة أحد أفراد البلدية المالية المحلية وإنديانو سابق (الاسم العامي للمهاجر الإسباني في أمريكا الذي عاد غنيًا). واستقر الزوجان في لواركا وأنجبا ستة أطفال، وكان خيسوس إيفاريستو أكبر أطفالهما.
عندما كان طفلًا تربى خيسوس إيفاريستو على يد جديه لوالده، الذين اتبعا نموذجًا تعليميًا تقليديًا للغاية؛ وحين أصبح رجلًا ناضجًا أشاد بهما لاحقًا حول تربيته في طفولته «بأسلوب عريق وفاضل في الخوف المقدس من الله وفي الإخلاص الدائم للأفكار العظيمة لعرقي». وأمضى سنواته الأولى في لواركا وتاينيو، وحصل على شهادة البكالوريا في مدرسة غير مسماة في تاينيو. وفي وقت غير محدد من أواخر العشرينات من القرن العشرين التحق بكلية الحقوق بجامعة أبيط (أوفييدو). وتخرج في أوائل الثلاثينيات من القرن العشرين في مدريد. وعلى الرغم من تعليمه ليصبح محاميًا إلا أنه خلال سنواته الأكاديمية كان معجبًا بالأدب، وخاصة أنه بصرف النظر عن جده، كان لآخرين من أسلافه وبعض الأقارب البعيدين تجربتهم في الأدب. وبدأ خيسوس إيفاريستو الشاب بمتابعة منهج الفلسفة والآداب في مدريد؛ وفي منتصف ثلاثينيات القرن العشرين درس أيضًا التاريخ في ألمانيا. وفي عام 1929 بدأ بالفعل المساهمة في صحيفة ريثيون المحلية الأستورية، وفي أوائل الثلاثينيات من القرن العشرين عمل في لا ناسيون وإيل سيغلو فوتورو ومقرهما مدريد، وفي دوريات أخرى.
في عام 1935 تزوج كاسارييغو ماريا باز أغييوم كادافيكو، وهي حفيدة رجل فرنسي وصل في أواخر القرن التاسع عشر إلى أستورياس لبناء شبكة سكة حديد. وشغل ابنه ووالد زوجته مانويل أغييوم فالديس وظائف إدارية مختلفة في مكتب البريد في أستورياس. وكان متعصبًا للفكر الحر واشتراكيًا وناشطًا في اتحاد العمال العام، وجرت ترقيته من قبل الإدارة الجمهورية حيث شغل وظائف بريدية رفيعة المستوى في أوفييدو وطليطلة (توليدو)، لكنه اتهم بارتكاب 13 جريمة يُزعم أنها حدثت خلال الحرب الأهلية، وقد حوكم لاحقًا وأُعدم في نهاية المطاف خلال فترة فرانكو المبكرة. واستقر خيسوس إيفاريستو وماريا باز في مدريد، وأنجبا 4 أطفال، كلهن فتيات: كارمن، وماريا باز، ومارغريتا، وجوليا. لم تصبح أي منهن شخصية عامة، على الرغم من أن ثلاثة منهن كنَّ ناشطات في المساهمة الثقافية في الأدب الجميل والأفلام والتأريخ.

## تشدده الكارلي المبكر
ولد كاسارييغو لعائلة ذات تراث كارلي. وساهم بعض أقاربه من جهة أبيه في الصحافة الشرعية خلال فترة حكم إيزابيل الثانية، وقاتل البعض منهم في الحرب الكارلية الأولى، وآخرون في الحرب الكارلية الثالثة. وليس من الواضح مع من تعاطف والدا كاسارييغو، إذ أن والده غير معروف بالمشاركة السياسية ووالدته جاءت من عائلة ليبرالية متشددة؛ وينسب كاسارييغو الفضل إلى جديه لوالده لزرع المفهوم التقليدي لديه. واتضح أنه أكثر من عواطف مراهقة، حيث أعلن نفسه خلال السنوات الأكاديمية في أوائل الثلاثينيات من القرن العشرين أنه من أتباع الكارلي المطالب بالحكم الدون خايمي وعضو الحزب الملكي الكاثوليكي. وفي عام 1932 ساعد في إنشاء فرع أوفييدو للشباب التقليديين، وانخرط في قسم مدريد للشباب الكارليين، وأصبح نائب الرئيس بعد ذلك. وداخل الحزب جعل نفسه معروفًا عندما نشر ميثاقًا مختصرًا حول العقيدة التقليدية في عام 1933. وسبقته مقدمة للزعيم السياسي الكارلي كونت روديزنو توماس دومينغيز أريفالو.
منذ عام 1932 عمل كاسارييغو في صحيفة لا ناسيون اليومية المحافظة، حيث كان يدير عمود التاريخ السياسي، وعمل كمراسل؛ وفي نفس الوقت تقريبًا بدأ المساهمة في صحيفة إيل سيغلو فوتورو اليومية في وسط مدريد، كمراسل لأوفييدو. وعام 1936 أصبح عضوًا في هيئة التحرير. وغطى الثورة الأستورية، وأصبح يُعرف كصحفي رجعي، وفي مدريد تعرض للعنف. وكان نشطًا في الدعاية الكارلية، مثلًا نظم تكريمًا لمطالب قتال الثوار في أستورياس في عام 1934، على الرغم أنه من غير الواضح ما إذا كان قد شارك في مؤامرات كارلية مناهضة للجمهوريين. ويشير أحد المصادر بشكل غامض إلى أن كاسارييغو تآمر بالفعل ضدهم، وأشار مصدر آخر إلى أنه اعتُقل عدة مرات. ومعظم المعلومات المحددة هي أن كاسارييغو قاد نحو 160 كارلي شبه عسكريين أثناء التدريب على الحرب بالقرب من أوفييدو، واشترك في محاولة انقلاب سانخورخادا ولجأ لفترة وجيزة إلى البرتغال.
مع انقلاب يوليو احتُجز كاسارييغو في أستورياس، حيث اعتادت العائلة قضاء إجازتها الصيفية. وانضم إلى ميليشيا المطالبة الكارلية الذين شاركوا في الدفاع عن أوفييدو، التي كانت تحت سيطرة القوميين ولكنها محاصرة من قبل الجمهوريين. وكان نشطًا في القتال على الأقل حتى أوائل عام 1937. ولكن التفاصيل غير واضحة. والمعلومات التي قدمها كاسارييغو في كتاباته اللاحقة تعتبر محيرة للمؤرخين. والوحدة التي غالبًا ما أشار إليها (سيدتنا كوفادونغا)، ينظر إليها العلماء على أنها «محض خيال»، ووجدت بشكل رئيسي من خلال أعمال كاسارييغو الأدبية. ويبدو أنه جرت ترقيته أو تصرّف كضابط وحده، ومنح رتبة إما ملازم أو نقيب. ووفقًا لكاسارييغو نفسه فقد أصيب بجروح بالغة أثناء القتال ضد لواء لينكون. وفي وقت لاحق من المحتمل أنه قاد سرية رشاشات في الفيلق الإسباني، وفي أوائل عام 1939 لوحظ دخوله برشلونة مع الوحدات القومية المنتصرة. ومن غير المعروف متى توقف كاسارييغو عن الخدمة العسكرية، ومع ذلك لم يشكك أحد في مزاياه العسكرية والبعض أشاد بأدائه البطولي. وتزعم بعض المصادر أنه زيف إعدام أسرى حرب جمهوريين من أجل إنقاذ حياتهم.